# مجله استاندارد پرستاری
مجله استاندارد پرستاری مجله‌ای حرفه‌ای شامل مقالات پژوهشی، اخبار و اطلاعات مشاغل در زمینه پرستاری است که به صورت هفتگی منتشر می‌شود.
این نشریه توسط انتشارات RCN، یک شرکت اجرایی وابسته به کالج سلطنتی پرستاری منتشر می‌شود و دارای گردش بارگیری هفتگی بیش از ۷۰،۰۰۰ نسخه است.